# Red Hour Films
Red Hour Productions est une société de production cinématographique américaine dirigée par l'acteur Ben Stiller et le producteur Stuart Cornfeld. Dans le passé, Red Hour a signé des contrats de premier ordre avec New Line Cinema, et dispose actuellement d'un contrat d'exclusivité (en) avec 20th Century Fox.

## Productions

### Cinéma
- 2001 : Zoolander de Ben Stiller
- 2003 : Un duplex pour trois (Duplex) de Danny DeVito
- 2004 : Starsky et Hutch (Starsky & Hutch) de Todd Phillips
- 2004 : Dodgeball ! Même pas mal ! (Dodgeball: A True Underdog Story) de Rawson Marshall Thurber
- 2006 : Tenacious D et le médiator du destin (Tenacious D in The Pick of Destiny) de Liam Lynch
- 2007 : Les Rois du patin (Blades of Glory) de Will Speck et Josh Gordon
- 2008 : Les Ruines (The Ruins) de Carter Smith
- 2008 : Tonnerre sous les tropiques (Tropic Thunder) de Ben Stiller
- 2010 : Submarine de Richard Ayoade
- 2011 : 30 minutes maximum (30 Minutes or Less) de Ruben Fleischer
- 2011 : The Big Year de David Frankel
- 2012 : Vamps d'Amy Heckerling
- 2013 : La Vie rêvée de Walter Mitty (The Secret Life of Walter Mitty) de Ben Stiller
- 2016 : Zoolander 2 (Zoolander No. 2) de Ben Stiller
- 2016 : The Boyfriend : Pourquoi lui ? (Why Him?) de John Hamburg
- 2017 : The Polka King de Maya Forbes
- 2018 : Alex Strangelove de Craig Johnson
- 2018 : Le Paquet (The Package) de Jake Szymanski
- 2019 : Friendsgiving de Nicol Paone

### Télévision
- 1999 : Heat Vision and Jack (épisode pilote d'une éventuelle série)
- 2013-2014 : The Birthday Boys (série TV)
- 2014-2016 : The Meltdown with Jonah and Kumail (série TV)
- 2015 : Big Time in Hollywood, FL (série TV)
- 2015-2018 : Another Period (série TV)
- 2018 : Escape at Dannemora (mini série TV)
- 2019 : In the Dark (série TV)
- 2020 : La Flamme (série TV, coproduction)
- 2022 : Severance (série TV)

### Web-séries
- 2010–2011 : Stiller and Meara
- 2012–2013 : Burning Love
- 2014 : Next Time on Lonny